# پروین نمازی
پروین نمازی (زاده ۱۳۳۴ در مشهد) خواننده موسیقی محلی و موسیقی ایرانی است.

## زندگی و فعالیت‌های هنری
پروین نمازی در سال ۱۳۳۴ در مشهد متولد شد. وی فراگیری موسیقی را به صورت حرفه‌ای در هجده سالگی و در زمان سفر تحصیلی به آلمان نزد حسین علیزاده آموخت. او با توجه به این که مدتی در کردستان زندگی کرد، به فرهنگ کردی علاقمند شد و زبان کردی را آموخت. همین امر سبب شد تا کنسرت‌هایی به زبان کردی و فارسی با موسیقی دانانی نظیر: حسین علیزاده و علی اکبر مرادی و حسین حمیدی اجرا نماید.
او در سال ۱۳۹۳ در فیلم مستند «آواز بی سرزمین» به کارگردانی «آیت نجفی» حضور داشته‌است، این فیلم موفق به کسب چندین جایزه در فستیوال‌های جهانی شد.

## آثار هنری
- آلبوم موسیقی «مادران زمین» به‌همراه حسین علیزاده، حسین حمیدی، افسانه جهانگیری و هما نیکنام[۸]
- آلبوم موسیقی «لالایی» به آهنگسازی «حسین حمیدی»[۹]
- آلبوم موسیقی «کردانه» به آهنگسازی «علی اکبر مرادی»[۱]
- آلبوم موسیقی منتشر نشده قطعات محلی کرمانشاهی، به آهنگسازی «بهادر جاویدانه»